# Passione di zingara
Passione di zingara (Golden Earrings) è un film del 1947 diretto da Mitchell Leisen. È conosciuto anche col titolo Amore di zingara.

## Trama
Due ufficiali britannici nell'Europa prima della seconda guerra mondiale hanno il compito di impedire che la formula di un nuovo gas nervino finisca nelle mani dei nazisti. Uno dei due viene ucciso, l'altro però, con l'aiuto di una zingara riesce nella missione. A conflitto terminato si ricongiungerà con l'amata.